# 豊遙秋
豊 遙秋（ぶんの みちあき、1942年 - ）は、日本の地球科学者。専門は鉱物学、鉱床学。理学博士。

## 経歴・業績
東京都生まれ。平安時代から続く京方の笙を家業とする楽家に生まれたが、家業を継がず、桜井欽一が主催する鉱物愛好家の会「無名会」に入会して鉱物学を志す。秋田大学鉱山学部卒業、東京大学大学院工学系研究科修士課程修了、同理学系研究科博士課程中退。1981年2月「氷長石及び珪灰鉄鉱における秩序状態と生成条件の関係に関するX線的研究」で、理学博士（東京大学）。 東京大学総合研究資料館助手を務めたあと、旧工業技術院地質調査所（現独立行政法人産業技術総合研究所地質調査総合センター）に入所。図幅調査や記載鉱物学を担当。和田石（Wadalite）・カリ（第一鉄）定永閃石（Potassic-(ferro-)sadanagaite）・プロトマンガン鉄直閃石（Protomangano-ferro-anthophyllite）をはじめとする多くの新鉱物の発見にかかわった。地質標本館館長を務めたのち退職。その後は豊富な記載鉱物学の経験を生かし、多くの国立大学や自治体が収蔵する鉱物標本の整理を引き受けて活躍。2006年には、それまで個人で収集してきた鉱物標本約4000点を、中国北京市にある中国地質博物館に寄贈したことでも有名である。なお、2009年に雅楽により日本芸術院賞を受賞した豊英秋氏は、同じ家系の親戚である（外部リンクの豊家家系図参照）。また、浜根大輔ほかにより、高知県いの町の鉄マンガン鉱床から発見され、2014年に承認された新鉱物は、豊遙秋の長年にわたる記載鉱物学への貢献をたたえて豊石（ぶんのせき、Bunnoite）と命名された。2015年には、上記の鉱物標本整理の実績により、日本鉱物科学会表彰を受けている。

## 主な著書
- 通商産業省工業技術院地質調査所編　『日本の岩石と鉱物』　東海大学出版会、1992年、ISBN 4-486-01201-1。
- 豊遙秋・青木正博　『検索入門 鉱物・岩石』　保育社、1996年、ISBN 4-586-31040-5。
- R.Sadanaga and M.Bunno, "The Wakabayashi Mineral Collection." University Museum. University of Tokyo Bulletin No.7, 1974年。
- 豊遙秋「東京大学総合研究資料館所蔵鉱物標本目録」、『第１部　珪酸塩鉱物』、東大総合研究資料館標本資料報告、第４号、1980年。
- 豊遙秋・奥山康子・坂巻幸雄『今吉鉱物標本』、通産省工業技術院地質調査所創立100周年記念協賛会、1983年。
- 豊遙秋・奥山康子他『日本の岩石と鉱物』、通産省工業技術院地質調査所編、東海大学出版会、1992年。
- 豊遙秋・春名誠『地質標本館所蔵標本目録　岡本鉱物ｺﾚｸｼｮﾝ』、「地質査所標本資料報告」、第2号、地質調査所、1999年。